# Hymenophyllum flexuosum
Espèce
Hymenophyllum flexuosum est une fougère de la famille des Hyménophyllacées.
Synonyme : Mecodium flexuosum (A.Cunn.) Copel.

## Description
Hymenophyllum flexuosum appartient au sous-genre Globosa.
Cette espèce a les caractéristiques suivantes :
- son rhizome est long et filiforme ;
- les frondes sont triangulaires à ovales, d'une quinzaine de centimètres de long sur une dizaine de large ;
- une assez large bordure de cellules, ondulée, borde le pétiole de part et d'autre ;
- le limbe est profondément divisé trois à quatre fois et entièrement glabre ;
- sa couleur est d'un vert brunâtre ;
- les sores, globulaires, sont situés sur les extrémités des segments latéraux, sur la moitié supérieure du limbe ;
- l'indusie, englobant complètement les sporanges, a deux lèvres.

## Distribution
Cette espèce, plutôt épiphyte des troncs d'arbre, est endémique de Nouvelle-Zélande, particulièrement dans l'île du Nord.